# Presława
Petja Kolewa Iwanowa (bułg. Петя Колева Иванова), znana pod pseudonimem artystycznym Presława (bułg. Преслава; ur. 26 czerwca 1984 w Dobriczu) – bułgarska piosenkarka wykonująca muzykę pop.
Petja Kolewa Iwanowa ukończyła średnią szkołę muzyczną w Dobriczu w klasie śpiewu ludowego. Instrumentem muzycznym, któremu poświęciła najwięcej czasu były skrzypce. Siostra Presławy – Iwelina Kolewa (starsza od niej o 3,5 roku) – jest również piosenkarką (także podpisała kontrakt z wydawnictwem muzycznym Pajner). Zaczęła śpiewać w wieku 15 lat – zaczęła wówczas z dużym sukcesem występować w restauracjach. Odkrywcą jej talentu był Miłko Kałajdżiew, który objął ją patronatem artystycznym i pomógł jej zaistnieć w branży muzycznej. Od samego początku związała się z wydawnictwem płytowym Pajner. Pierwszym utworem Presławy była piosenka Neżen reket (bułg. Нежен рекет), którą zaśpiewała wiosną 2004 roku w duecie z Miłko Kałajdżiewem. W tym czasie nie używała jeszcze swojego pseudonimu artystycznego, a kompozycje sygnowała swoim imieniem – Petja. Wkrótce wydała swoją pierwszą solową piosenkę Tazi noszt bezumna (bułg. Тази нощ безумна), która znalazła się na jej debiutanckim albumie studyjnym Presława. W 2005 roku Presława wydała jeden ze swoich największych przebojów, który przyniósł jej sławę w całej Bułgarii – Djawołsko żełanie (bułg. Дяволско желание). Piosenkarka została zaproszona do udziału w trasie koncertowej Planeta Prima 2005, podczas której występowała z największymi gwiazdami bułgarskiej muzyki pop. Od tego czasu kariera wokalistki nabrała dynamizmu. Obecnie jest zaliczana do największych gwiazd bułgarskiej sceny muzycznej.

## Dyskografia

### Albumy studyjne[4]
- 2004: Presława (bułg. Преслава)
- 2005: Djawołsko żełanie (bułg. Дяволско желание)
- 2006: Intriga (bułg. Интрига)
- 2007: Ne sym angeł (bułg. Не съм ангел)
- 2009: Pazi se ot prijatełki (bułg. Пази се от приятелки)
- 2011: Kak ti stoi (bułg. Как ти стои)

### Kompilacje
- 2009: Presława – Hit Collection MP3 (bułg. Преслава – Hit Collection MP3)
- 2013: Złatnite chitowe na Presława (bułg. Златните хитове на Преслава)
- 2014: Chitowete na Presława (bułg. Хитовете на Преслава)